# Acontia abdominalis
Acontia abdominalis är en fjärilsart som beskrevs av Augustus Radcliffe Grote 1877. Acontia abdominalis ingår i släktet Acontia och familjen nattflyn. Inga underarter finns listade i Catalogue of Life.